# Wait (Beatles-dal)
A Wait az angol rockegyüttes, a The Beatles dala az 1965-ös Rubber Soul albumról. A dal a Lennon–McCartney szerzemény. Az 1997-es Many Years from Now című könyvben Paul McCartney teljes
egészében az ő munkájának emlékszik vissza. Egy 1970-es Ray Connolly-al készült interjúban John Lennon nem emlékezett rá, hogy ő írta volna, és azt mondta: "Ez biztosan Paul egyik dala."

## Eredete és rögzítése
A dalt eredetileg a Help! albumhoz rögzítették 1965 júniusában, de akkor elutasították az albumra való felvételét.  Amikor a Rubber Soul egy daltól volt karácsonyi megjelenéshez, a Beatles újra felhasználta a a Wait című dalt. A kezdeti felvételhez hangeffektusokat adtak hozzá, hogy jobban illeszkedjen a Rubber Soul dalainak hangzásvilágához.
Jean-Michel Guesdon és Philippe Margotin szerzők véleménye szerint a dalszövegek „valószínűleg [McCartney-nak a] Jane Asherrel való összetett kapcsolatát tükrözték: "I am often away, but if you really love me, wait for me". A dalt Lennon és McCartney felváltva énekelte, és McCartney énekli a két középső részt. Gitárszólamához George Harrison hangerő pedált használ, amelyet korábban az I Need You és a Yes It Is című daloknál is használt.

## Közreműködött
Ian MacDonald szerint:
- John Lennon – duplázott ének, ritmusgitár
- Paul McCartney – duplázott ének, basszusgitár
- George Harrison – szólógitár
- Ringo Starr – dob, maracas, tamburin

## Fordítás
Ez a szócikk részben vagy egészben  a   Wait (Beatles song) című angol Wikipédia-szócikk fordításán alapul.  Az eredeti cikk szerkesztőit annak laptörténete sorolja fel. Ez a jelzés csupán a megfogalmazás eredetét és a szerzői jogokat jelzi, nem szolgál a cikkben szereplő információk forrásmegjelöléseként.

## Bibliográfia
- Bánosi György – Tihanyi Ernő: Beatles zenei kalauz. Az együttzenélés és a szólóévek. 1958–1999. Budapest: Anno Kiadó, 1999. ISBN 963-853-895-3
- Ian MacDonald: A fejek forradalma. A Beatles és a hatvanas évek. (ford. Révbíró Tibor) Budapest: Helikon Kiadó, 2015. ISBN 978-963-227-468-3

## Külső hivatkozás
Allan W. Pollack megjegyzései a Wait dalhoz